# Vincennes
Vincennes é uma cidade de França, situada no departamento de Vale do Marne na periferia oriental de Paris. Deriva por metonímia o seu nome do bosque de Vincennes, situado a sul da cidade, mas já parte da cidade de Paris.
Conta na sua área com um importante palácio-castelo, o castelo de Vincennes.

## Toponímia
O toponimista Ernest Nègre cita as formas Vilcenna em 856, Vulcenia em 1134, Vicenna e Vincenna em 1158, Vilcenia em 1183, Vilcena em 1190 e Vicena em 1195. Pierre-Henri Billy propôs como origem um composto gaulês *Vidu-cenna, com um primeiro elemento vidu que significa "floresta" associado ao sufixo -cenna, como no primeiro nome gaulês de Arras, Nemetocenna (que significa "bosque sagrado, santuário").

## Geminação
A cidade de Vincennes está geminada com quatro cidades da Europa e uma cidade homônima da América do Norte.
- Castrop-Rauxel (Alemanha)
- Lambeth (Reino Unido)
- Montigny-le-Tilleul (Bélgica)
- Tomar (Portugal)
- Ciechanów (Polónia)
- Vincennes (Indiana) (Estados Unidos)

Vincennes também é a madrinha de guerra de duas cidades que foram quase destruídas durante as duas guerras mundiais, e que ela ajudou a reconstruir :
- Vorges, comuna localizada no Aisne
- Condé-sur-Noireau, comuna localizada no Calvados